# Perry Harris
Perry Harris (ur. 11 stycznia 1946 w Feilding, zm. 8 sierpnia 2021) – nowozelandzki rugbysta, reprezentant kraju.
Uczęszczał do Sanson Primary School, a następnie do Feilding High School, gdzie występował w szkolnej drużynie w latach 1960–1961. Od 1962 roku związany był z lokalnym Te Kawau Rugby Club początkowo w rezerwach, a już rok później w pierwszym zespole, zaś w 1970 roku został po raz pierwszy wybrany do regionalnej drużyny Manawatu. W kolejnych latach stał się jej podporą, do 1978 roku rozgrywając w jej barwach ponad sto spotkań, uczestnicząc także w zdobyciu i obronach Ranfurly Shield, został również wybrany najlepszym zawodnikiem regionu.
Z powodu fali kontuzji kadrowiczów otrzymał niespodziewanie w sierpniu 1976 roku powołanie do przebywającej w Południowej Afryce nowozelandzkiej reprezentacji. Ogółem dla All Blacks zagrał w czterech spotkaniach tego tournée, w tym w jednym testmeczu.
Karierę sportową zakończył w kwietniu 1979 roku i po sprzedaży farmy został agentem ubezpieczeniowym. Jego ojciec Rex i brat Graham również grali dla Manawatu, zaś wnuk, Nathan Harris, był reprezentantem kraju.